# Rosmit Mantilla
Rosmit Mantilla (Caracas, Venezuela, 13 de diciembre de 1982) es un político venezolano electo diputado suplente a la Asamblea Nacional de Venezuela en la elección parlamentaria de 2015.

## Biografía
Mantilla destaca como el primer político abiertamente gay elegido para la Asamblea Nacional y como activista por los derechos de las personas LGBT. Mantilla resultó elegido por el circuito 5 del estado Táchira. Es miembro del partido Encuentro Ciudadano. 
Mantilla fue arrestado en las protestas venezolanas contra el gobierno de Nicolás Maduro entre 2014 y 2015, siendo detenido desde 2 de mayo de 2014.  Fue declarado un prisionero de conciencia por Amnistía Internacional, quien presiona para su liberación. Junto con Renzo Prieto y Gilberto Sojo, Mantilla fue una de las tres personas elegidas como diputados a la Asamblea Nacional en las elecciones de 2015 que se mantenían en prisión por las protestas de 2014.

## Liberación
Rosmit Mantilla fue liberado el 17 de noviembre de 2016, después de haber pasado más de dos años detenido en el Servicio Bolivariano de Inteligencia Nacional en Caracas.